# Philippe Leleu
Philippe Leleu (Lamballe, 28 de març de 1958) va ser un ciclista francès, que fou professional entre 1981 i 1989. La seva victòria més destacada fou una etapa del Tour de França de 1983.

## Palmarès
- 1982
  - Vencedor d'una etapa del Tour de l'Avenir
  - Vencedor d'una etapa del Tour del Llemosí
- 1983
  - 1r al Premi de Bain de Bretagne
  - Vencedor d'una etapa del Tour de França
- 1984
  - 1r a Plouec-sur-Lie
- 1985
  - Vencedor d'una etapa dels Quatre dies de Dunkerque
- 1989
  - Vencedor de 2 etapes de la Ruta del Sud

### Resultats al Tour de França
- 1983. 41è de la classificació general. Vencedor de[Cal aclariment]
- 1984. Abandona (18a etapa)
- 1986. 97è de la classificació general
- 1988. 65è de la classificació general
- 1989. 90è de la classificació general

### Resultats a la Volta a Espanya
- 1983. 42è de la classificació general